# Orthogonioptilum rougeoti
Orthogonioptilum rougeoti är en fjärilsart som beskrevs av Philippe Darge 1973. Orthogonioptilum rougeoti ingår i släktet Orthogonioptilum och familjen påfågelsspinnare. Inga underarter finns listade i Catalogue of Life.